# Place Campitelli

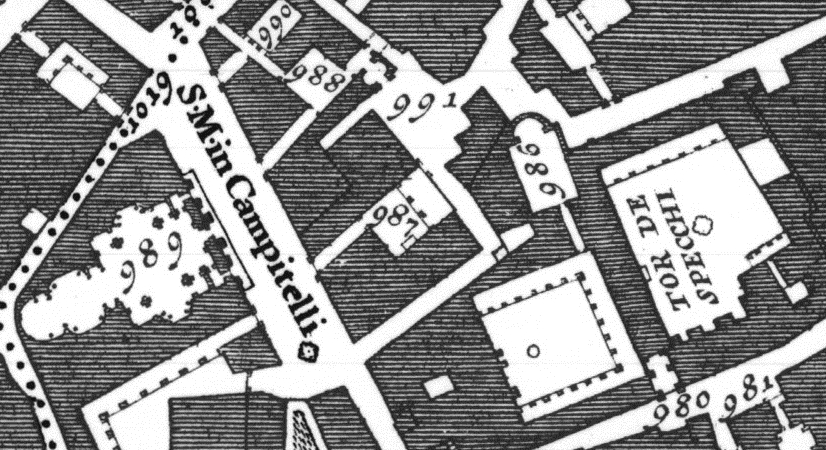
« Piazza Santa Maria in Campitelli » dans le Nouveau Plan urbanistique de Rome de 1748, par G. B. Nolli

La Piazza di Campitelli, appelée jusqu'en 1871 piazza Santa Maria in Campitelli, est une place du centre historique de Rome. Elle tire son nom du district du même nom et est située non loin du Capitole, au sud-est de la colline. Auparavant, elle était connue sous le nom de « piazza dei Capizucchi », du nom de la famille qui vivait à cet endroit depuis la fin du Moyen Âge.

## Description et histoire
À l'époque romaine se trouvait ici le temple de la déesse Junon. C'est à cet endroit que les Capizucchi ont érigé leur patronage vers 1390, avec la façade donnant sur la Tour de Merangolo ou Citrangolo.
L'église a été reconstruite en 1619, du côté opposé à la précédente, puis reconstruite avec des proportions plus importantes après la peste de 1656. À cette occasion la maison des Albertoni, où est née la bienheureuse Ludovica, a été détruite. L'église a reçu le titre cardinalice S. Maria in Campitelli en 1675 par Carlo Rainaldi.
La place, pavée en 1588, fut la résidence de certaines des plus anciennes familles de la noblesse romaine comme les Capizucchi et les Paluzzi-Albertoni qui ont fait édifier leurs palais sur la place (1590-1603).
La présence presque exclusive de résidences nobles a conféré à la place, à l'exemple de la proche Piazza Santi Apostoli, un caractère « semi-public»,. 
Au nord est se trouve le Palazzo Cavaletti, construit par la famille d'origine bolognaise Ermete, sur les maisons de la famille romaine De' Rossi. 
Sur la place, on trouve aussi la fontaine dell'Acqua Felice, construite en 1589, sur une conception de Giacomo della Porta.
Dans la première moitié du XXe siècle, sur la base des sources historiques, les archéologues ont cru qu'à l'extrémité nord de la piazza Campitelli, se trouvait l'une des entrées du complexe romain du Cirque Flaminius. En effet on pensait que les tours del Merangolo et le clocher de l'église de Santa Caterina, déjà connue sous le nom de Castro Aureo, auraient été édifiées sur les ruines du Cirque; en vérité, depuis les années 1960, on sait que ces restes archéologiques provenaient de la Crypta Balbi, tandis que le Cirque se trouvait en fait à l'ouest du théâtre de Marcellus, parallèlement au Tibre.
La place touche sur son côté sud-ouest l'arrière de l'immeuble du Portique d'Octavie, occupant son extrémité ouest, zone qui était la Curia Octaviae, à l'endroit de l'église de Santa Maria in Campitelli , dénommée le Campus mineur de Catulle.

## Images

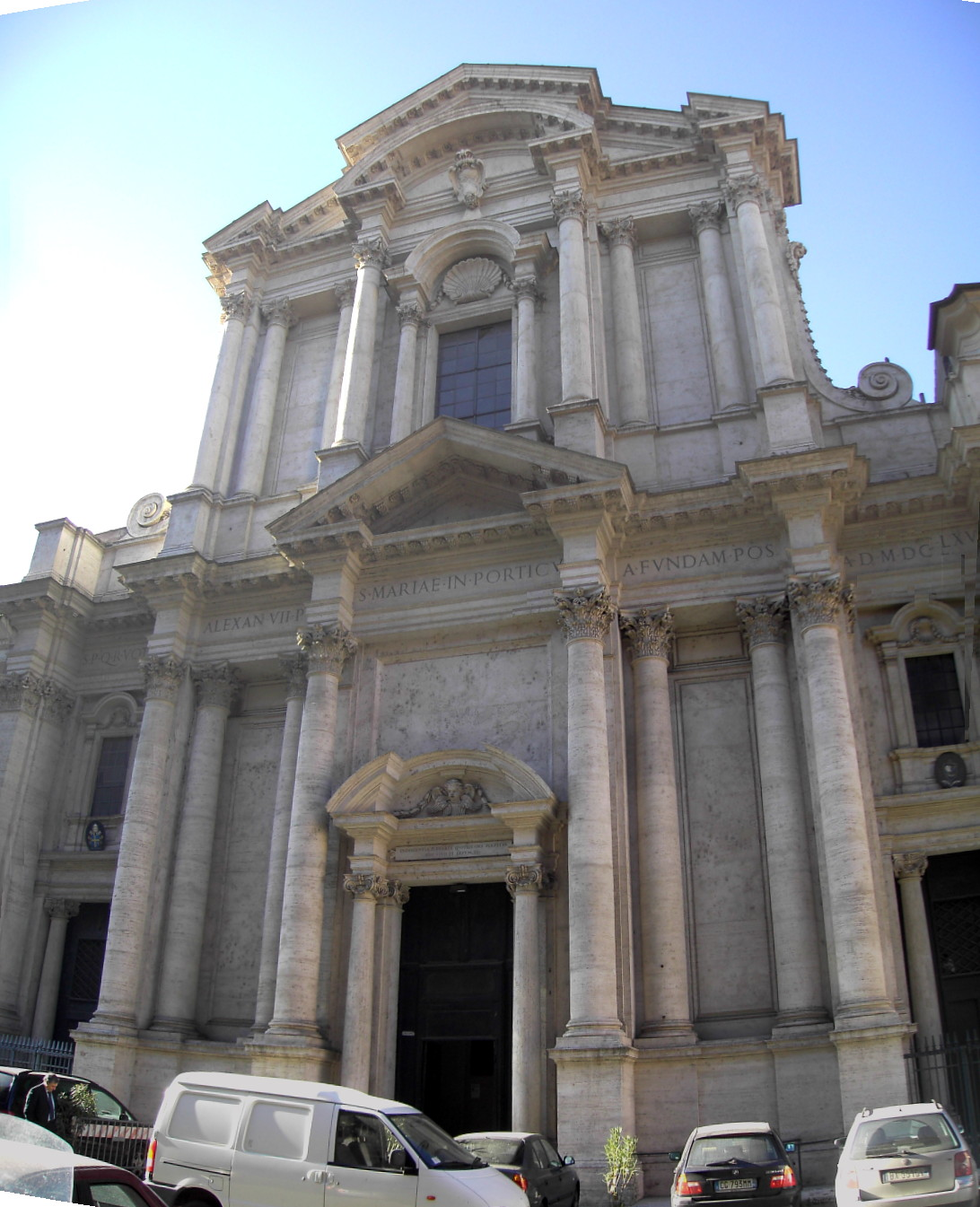
La façade de l'église de Santa Maria in Campitelli.
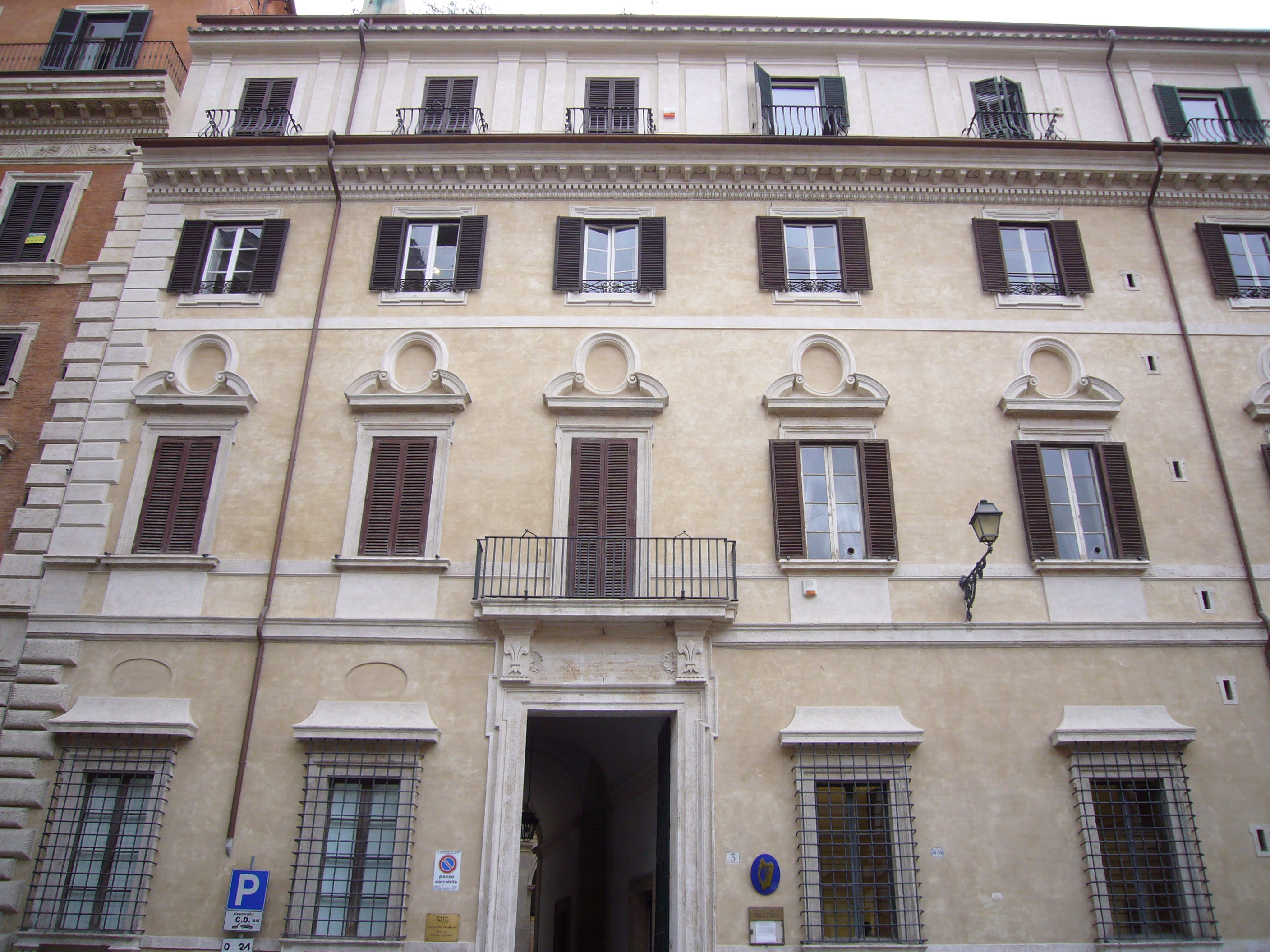
Façade du palais Capizucchi.
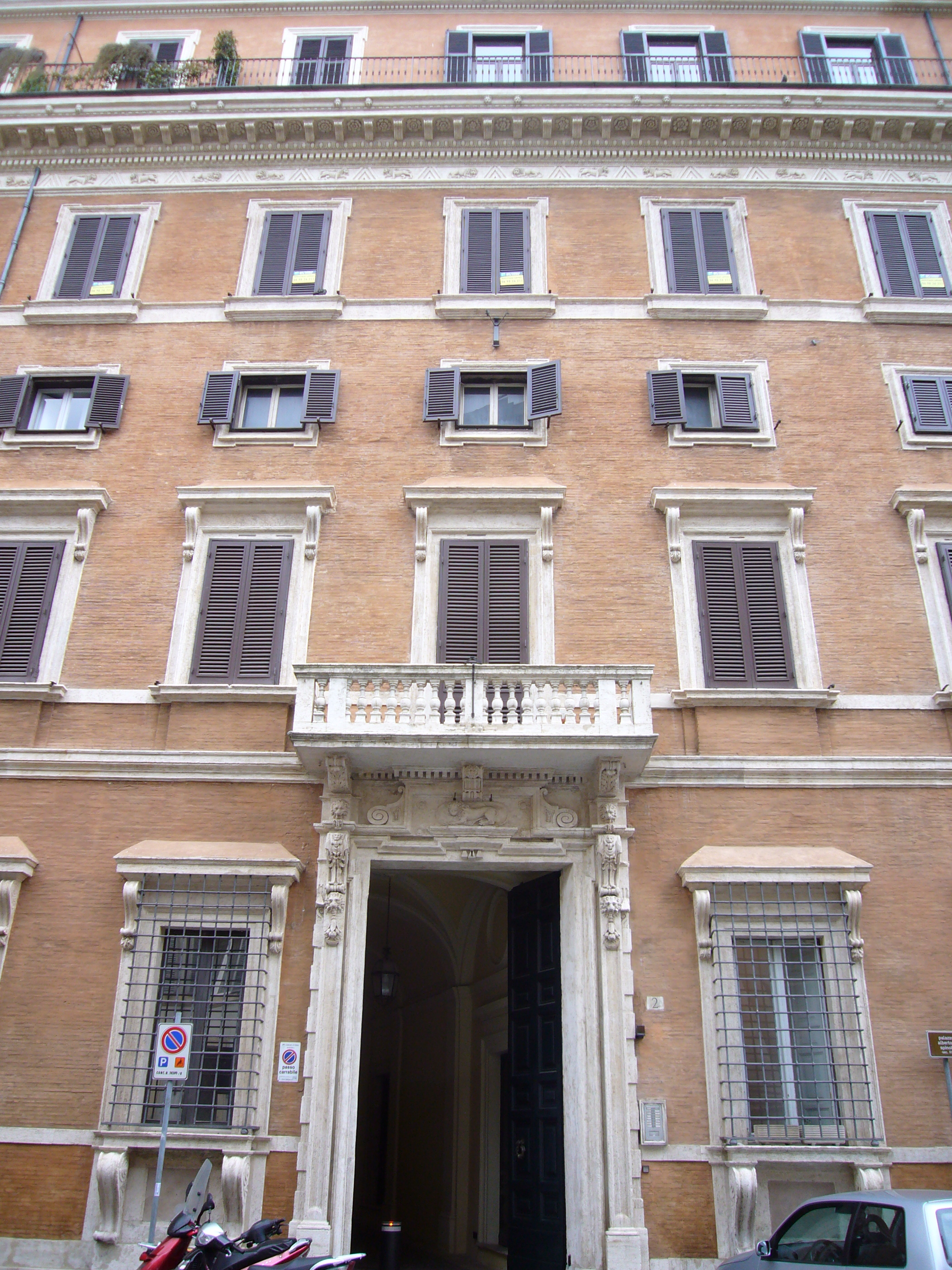
Palais Albertoni-Spinola.
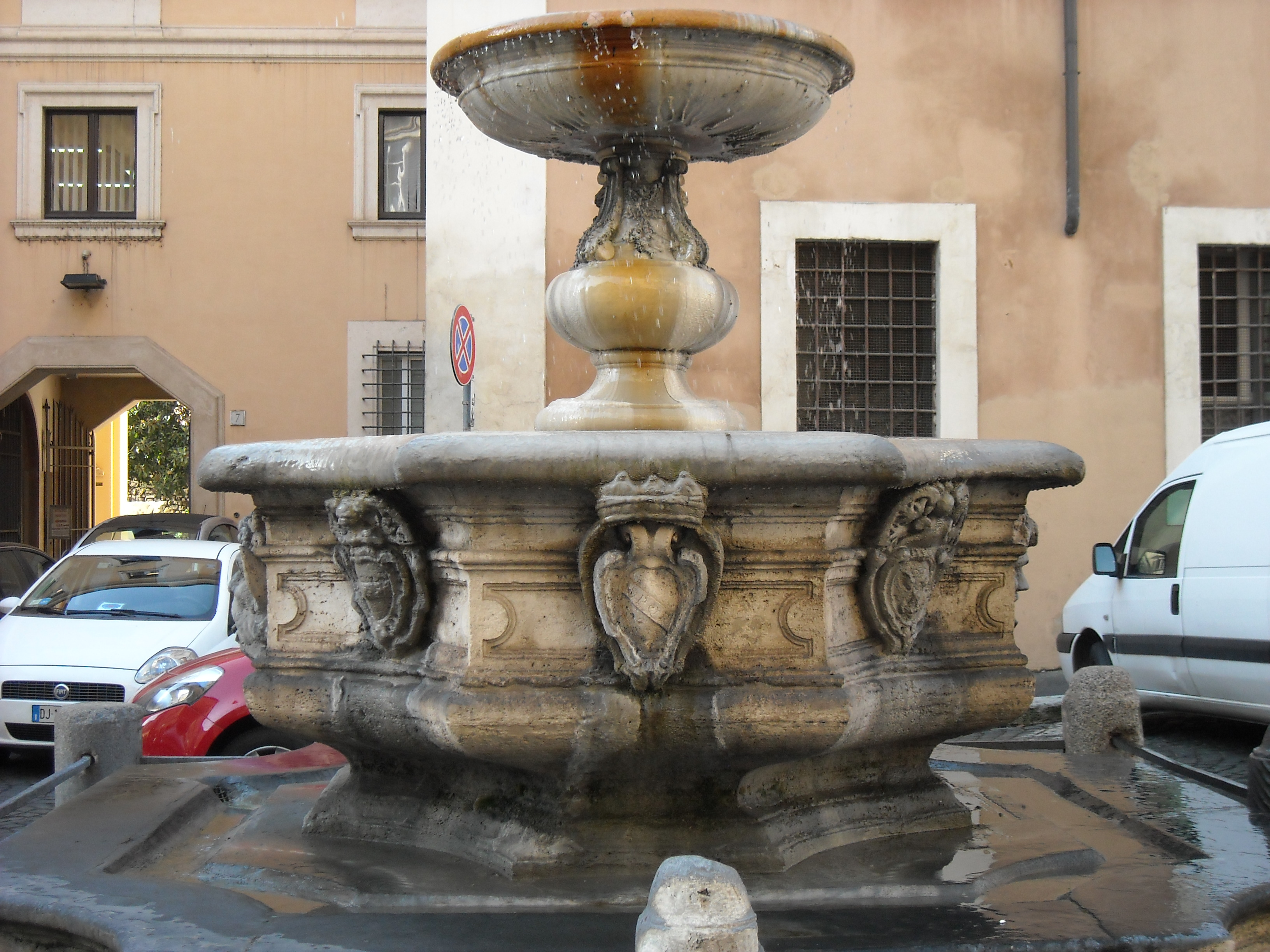
Fontaine de l'Acqua Felice.
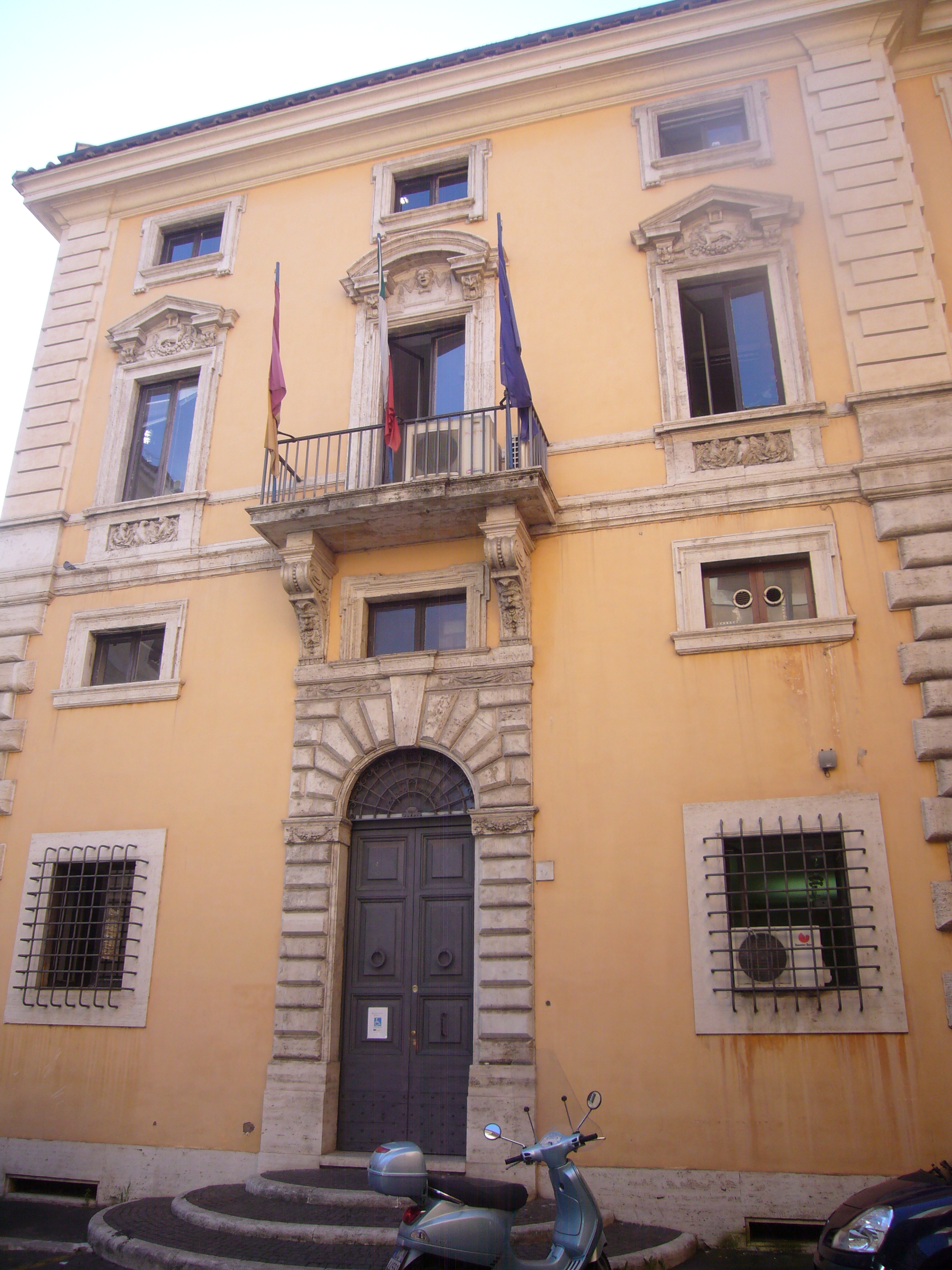
Maison de Flaminio Ponzio.

## Les environs
- Capitole
- Basilique Santa Maria in Aracoeli
- Roche Tarpéienne
- Piazza Montanara
- Théâtre de Marcellus
- Basilique San Nicola in Carcere
- Portique d'Octavie
- Ghetto de Rome
- Église Sant'Angelo in Pescheria
- Palais Mattei di Giove
- Église Santa Caterina dei Funari
- Fontaine des tortues
- L'église de Santa Maria Annunziata in Tor de' Specchi
- Les oblats de Santa Francesca Romana
- L'église Santa Rita da Cascia in Campitelli
- Crypte Balbi
- Temple d'Apollon Sosianus
- Porte Carmentale
- Vicus Iugarius
- Aire de Sant'Omobono